# Судзукадзе
Судзукадзе (Suzukaze, яп. 涼風) — ескадрений міноносець Імперського флоту Японії, який брав участь у Другій світовій війні.
Корабель, який став десятим і останнім серед есмінців типу «Сірацую», спорудили у 1937 році на верфі Uraga Dock.
На момент вступу Японії у Другу світову війну «Судзукадзе» належав до 24 дивізії ескадрених міноносців, яка 1 грудня 1941-го прибула до Палау (важлива база на заході Каролінських островів). 6 грудня есмінці дивізії вийшли з Палау в межах підготовки до операції з висадки допоміжних десантів на Філіппінах, які мали передувати вторгненню головних сил до затоці Лінгаєн на заході острова Лусон. Вранці 8 грудня 1941-го з Палау вийшов транспортний загін, який під прикриттям бойових кораблів прослідував до південно-східного завершення острова Лусон та 12 грудня безперешкодно десантував війська в Легаспі.
Після цього «Судзукадзе» разом з іншими есмінцями 24-ї дивізії попрямували для охорони ще одного конвою з десантом, який 17 грудня вийшов із порту Конія на острові Амаміосіма (північна група островів Рюкю) та 24 грудня без особливого спротиву провів висадку у затоці Ламон-Бей на східному узбережжі Лусону.
На початку січня 1942-го 24-та дивізія була задіяна для прикриття десанту у Нідерландській Ост-Індії на острів Таракан (центр нафтовидобувної промисловості біля південно-східного завершення острова Борнео). 6 січня транспорти з військами вийшли із порту Давао на південному узбережжі філіппінського острова Мінданао (був захоплений японцями ще 20 грудня), а в ніч на 11 січня розпочалась висадка на Таракані.
19—26 січня 1942-го «Судзукадзе» разом зі ще одним есмінцем 24-ї дивізії «Ямакадзе» залучали для охорони важкого крейсера «Асігара», який був флагманським кораблем командувача Третього флоту та базувався на Давао. Саме в цей час провели операцію по оволодінню Кендарі на південно-східному півострові острова Целебес (Сулавесі), втім, «Асігара» не полишав затоки Давао.
27 січня 1943-го «Судзукадзе» та «Ямакадзе» вирушили до затоки Старінг-Бей поблизу Кендарі, яка стала передовою базою для ряду подальших десантних операцій. 4 лютого 1942-го під час патрулювання на вході до Старінг-Бей «Судзукадзе» був торпедований американським підводним човном «Скулпін». Щоб урятуватись від затоплення есмінець викинувся на мілину, але того ж дня за допомогою танкеру Сан-Клементе-Мару, мінного загороджувача Іцукусіма та Ямакадзе його привели до Старінг-Бей. Певний час Сан-Клементе-Мару залишався побіч «Судзукадзе» та допомагав відкачувати воду (втім, вже 6 лютого цей танкер полишив затоку у складі десантного загону до Макассару). Майже два місяці «Судзукадзе» проходив аварійний ремонт у Старінг-Бей, а 28 березня зміг вийти звідси до Японії та 8 квітня прибув до Сасебо. Основний доковий ремонт тривав кілька місяців та звершився 15 липня (втім, у багатьох джерелах також наводять дані щодо включення «Судзукадзе» разом з усіма іншими есмінцями 24-ї дивізії до сил, які в першій половині червня прикривали висадку на Алеутських островах).
7 серпня 1942-го союзники висадились на сході Соломонових островів, що започаткувало шестимісячну битву за Гуадалканал та змусило японське командування перекидати сюди підкріплення. 11 серпня «Судзукадзе» вирушив разом з великим загоном надводних кораблів (який включав 1 лінкор, 5 важких та 1 легкий крейсер, 1 гідроавіаносець) із Йокосуки та 17 серпня прибув на атол Трук у центральній частині Каролінських островів (тут ще до війни створили потужну базу японського ВМФ, з якої до лютого 1944-го провадились операції у цілому ряді архіпелагів). Невдовзі «Судзукадзе» та ще два есмінці 24-ї дивізії рушили далі та 18 серпня приєднались до охорони другого та третього ешелонів конвою, який намагався доправити підкріплення на Гуадалканал (вийшли з Труку ще 16 серпня, проте включали транспортні судна, швидкість яких була значно меншою аніж у військових кораблів). Вжиті американцями контрзаходи призвели до битви біля Східних Соломонових островів, яка завадила зазначеним ешелонам досягнути пункту призначення. При цьому «Судзукадзе» супроводжував легкий крейсер «Дзінцу», який 25 серпня отримав пошкодження у битві та прямував на Трук, куди прибув 28 серпня, а потім рушив на захід Соломонових островів до якірної стоянки Шортленд — прикритої групою невеликих островів Шортленд акваторії біля південного завершення острова Бугенвіль, де зазвичай відстоювались бойові кораблі та перевалювались вантажі для подальшої відправки далі на схід Соломонових островів.
Вже 31 серпня 1942-го «Судзукадзе» здійснив транспортний рейс до Гуадалканалу (доставка підкріплень та вантажів на швидкохідних есмінцях до району активних бойових дій стала типовою для японського флоту в кампанії на Соломонових островах), а 4—5 вересня разом з двома іншими есмінцями своєї дивізії (четвертий — «Ямакадзе» — вже загинув) супроводжував баржі, які прямували на Гуадалканал від острова Санта-Ісабель. До кінця місяця «Судзукадзе» ще чотири рази виходив у транспортні рейси до Гуадалканалу (7, 16, 18 та 24 вересня), при цьому два останні походи довелось перервати через присутність ворожих сил поблизу пункту призначення та дії авіації відповідно. 12 та 14 вересня есмінець надавав вогневу підтримку наземним військам, які розпочали наступ на острові (відомий як битва за хребет Едсона). 26—28 вересня «Судзукадзе» пройшов з Шортленду на Трук.
Вже у першій половині наступного місяця «Судзукадзе» знову був біля Бугенвілю і 11 жовтня 1942-го полишив стоянку Шортленд разом зі ще 6 есмінцями, щоб приєднатись до головних сил, які тієї доби вийшли з Труку (втім, за іншими даними, з Шортленду вийшло всього 6 есмінців, тоді як «Судзукадзе» вийшов 10 жовтня з Труку для супроводу двох танкерів, що мали бункерувати бойові кораблі під час походу). 12 жовтня есмінці з Шортленду увійшли до загону адмірала Куріти, головну силу якого становили лінкори «Харуна» та «Конго». Останні в перші години 13 жовтня провели вдалий обстріл аеродрому Гендерсон-Філд, знищивши понад чотири десятки ворожих літаків. Після обстрілу загін Куріти приєднався до сил під командуванням адмірала Конде, у складі яких патрулював північніше від Соломонових островів. В останній декаді жовтня 1942-го японці вступили у битву біля островів Санта-Круз, при цьому все вирішила дуель авіаносців, тоді як лінкори та крейсери Конде так і не вступили у бій, а 30 жовтня прибули на Трук.
3—5 листопада 1942-го «Судзукадзе» разом із п'ятьма іншими есмінцями супроводжував важкі крейсери «Судзуя» та «Мая» з Труку до Шортленду.
7 листопада 1942-го «Судзукадзе» разом зі ще 10 есмінцями виконав транспортний рейс до Гуадалканалу, , 10 листопада знову брав участь у такій операції, а 13 листопада був задіяний у супроводі великого конвою транспортних суден, проведення якого призвело до вирішальної морської битви біля острова. 14 листопада есмінець підібрав біля 1100 осіб із потопленого авіацією судна «Нака-Мару», після чого повернувся на Шортленд.
16—17 листопада 1942-го «Судзукадзе» здійснив перехід до Рабаулу (головна передова база японців у архіпелазі Бісмарка, з якої провадились операції на Соломонових островах та сході Нової Гвінеї) в загоні зі ще 3 есмінцями, при цьому їх лише ненадовго випередили 5 есмінців та важкий крейсер «Тьокай», який був пошкоджений авіацією під час тієї ж битви біля Гуадалканалу). 18—20 листопада «Судзукадзе» прослідував разом з «Тьокай» на Трук, 23 листопада повернувся у Рабаул, а 27 числа прибув до Шортленду.
30 листопада 1942-го «Судзукадзе» вирушив разом зі ще 7 есмінцями у транспортний рейс до Гуадалканалу. На підході до острова їх перехопив ворожий загін, що призвело до бою біля Тассафаронга. В останньому випущені японськими кораблями торпеди уразили одразу 4 американські важкі крейсери, проте саме «Судзукадзе» не зміг здійснити залп, оскільки ухилявся від торпед, випущених американським есмінцем «Дрейтон».
Протягом першої половини грудня «Судзукадзе» брав участь у трьох рейсах до Гуадалканалу — 3, 7 та 11 числа. Другий з них був перерваний через атаку торпедних катерів, а під час третього «Судзукадзе» відносився до групи прикриття та разом з есмінцем «Кавакадзе» потопив торпедний катер PT-44 (втім, американцям вдалось потопити есмінець «Терудзукі»).
14 грудня 1942-го «Судзукадзе» повернувся у Рабаул, а 16 грудня разом з легким крейсером «Тенрю» та трьома іншими есмінцями вийшов для супроводу суден з військами для організації японської бази на Новій Гвінеї у Маданзі. Під час перебування в районі останнього «Тенрю» був потоплений американським підводним човном, а есмінці 20 грудня прибули до Рабаулу.
1 січня 1943-го «Судзукадзе» прибув до Шортленду, а вже наступної доби прикривав транспортний рейс інших есмінців до Гуадалканалу. Під час цієї операції він дістав певні пошкодження від близьких розривів авіабомб. 5—6 січня «Судзукадзе» перейшов до Рабаулу для проведення аварійного ремонту, а 16—21 січня взяв курс на Трук для дальшого відновлення, маючи на буксирі есмінець «Удзукі» (пошкоджений 25 грудня унаслідок зіткнення при слідуванні на Соломонові острови, а потім і при авіанальоті на Рабаул 5 січня).
31 січня 1943-го «Судзукадзе» вийшов з бази та перебував у морі до 9 лютого, ескортуючи головні сили, які патрулювали північніше від Соломонових островів з метою прикриття евакуації з Гуадалканалу. Після цього 12—18 лютого він прослідував з Труку до Сасебо для докового ремонту.
Лише 16 червня 1943-го «Судзукадзе» знову вирушив до зони бойових дій, разом зі ще 8 есмінцями здійснюючи ескортування великого угруповання (1 легкий та 2 ескортні авіаносці, 2 лінкори та 2 важкі крейсери) з Японії на Трук. 21 червня цей загін прибу до пункту призначення, а 23—27 червня «Судзукадзе» та ще 2 есмінці здійснили рейс до Рабаулу та назад, супроводжуючи важкі крейсери «Кумано» та «Судзуя» з військами на борту.
30 червня американські війська висадились на островах Нью-Джорджія, що започаткувало тримісячну битву за цей архіпелаг у центральній частині Соломонових островів. Того ж дня «Судзукадзе» та два есмінці вийшли для супроводу важкого крейсера «Тьокай». 2 липня цей загін прибув до Рабаулу, а 5 липня досягнув Шортленду. Тієї ж доби Судзукадзу у складі загону з 10 есмінців вирушив у транспортний рейс до острова Коломбангара (західна частина архіпелагу Нью-Джорджія), становивши разом з «Ніідзукі» та «Танікадзе» групу прикриття. Це призвело до бою в ніч на 6 липня у затоці Кула, під час якої «Судзукадзе» і «Танікадзе» дали торпедний залп, який призвів до загибелі американського легкого крейсеру «Гелена» (отримав 3 влучання торпедами). Під час бою «Судзукадзе» отримав легкі пошкодження від артилерійського вогню. Невдовзі есмінець повернувся у Рабаул, 13—15 липня прослідував звідси до Труку, а 21—26 липня дістався Японії, ескортуючи загін із 2 важких та 1 легкого крейсера.
17—23 серпня 1943-го «Судзукадзе» разом зі ще 7 есмінцями здійснювали ескортування великого угруповання (1 ескортний авіаносець, 3 лінкори, 2 важкі та 1 легкий крейсери) з Йокосуки на Трук. 25 серпня два важкі крейсери, які тільки-но прибули з Японії, рушили у супроводі «Судзукадзе» та ще одного есмінця для доставки військ у Рабаул. Загін успішно досягнув пункту призначення, розвантажився і повернувся на Трук 29 числа.
У середині вересня 1943-го американське авіаносне з'єднання здійснило рейд проти зайнятих японцями островів Гілберта (лежать південніше від Маршаллових островів). У відповідь 18 вересня з Труку на схід вийшли значні сили (2 авіаносці, 2 лінкори, 9 важких крейсерів та інші кораблі), які попрямували до атолу Еніветок (крайній північний захід Маршаллових островів). «Судзукадзе» супроводжував це угруповання, яке у підсумку так і не вступило в контакт з союзними силами та 25 вересня повернулось на базу.
11—13 жовтня «Судзукадзе» та ще один есмінець супроводили два важкі крейсери до Рабаулу. На цей раз крейсери залишили у архіпелазі Бісмарка, тоді як есмінці повернулись на Трук 15 жовтня.
На початку жовтня 1943-го американське авіаносне з'єднання нанесло удар по острову Уейк (північніше від Маршаллових островів) без жодної суттєвої реакції зі сторони ворожого флоту. Зате через пару тижнів японці на основі радіоперехоплення вирішили, що готується нова атака на Уейк, і 17 жовтня вислали з Труку до Еніветоку головні сили (3 авіаносці, 6 лінкорів, 8 важких крейсерів та інші кораблі), в ескортуванні яких брав участь і «Судзукадзе». Цей флот кілька діб безрезультатно очікував ворога, після чого 26 жовтня повернувся на Трук.
31 жовтня — 6 листопада 1943-го «Судзукадзе» та ще 3 есмінця прослідували до Куре, супроводжуючи загін великих надводних кораблів (1 авіаносець, 1 ескортний авіаносець, 2 лінкора та 1 важкий крейсер). В Японії «Судзукадзе» пройшов певну модернізацію, складовою якої було підсилення зенітного озброєння.
По завершенні робіт «Судзукадзе» разом з есмінцем «Умікадзе» перейшли до корейського Пусану, звідки 14 грудня 1943-го вирушили у супроводі конвою з підкріпленнями. Останній спершу зайшов до японського порту Саєкі, а 26 грудня досягнув Труку. 30 грудня «Судзукадзе» узявся за ескортування конвою, який мав забезпечити підсилення ряду гарнізонів на сході Мікронезії (на той момент союзники вже оволоділи островами Гілберта і японське командування готувалось до нових атак у цьому регіоні). Загін пройшов через острів Понапе до Кусаїє, після чого «Судзукадзе» здійснив рейс до Науру (на захід від островів Гілберта). Далі есмінець ескортував конвой у зворотному напрямку і 19 січня 1944-го повернувся на Трук.
Вже 21 січня «Судзукадзе» знову вийшов у море для надання допомоги флотському судну постачання «Ірако», торпедованому американським підводним човном. Ця операція завершилась наступної доби, коли важкий крейсер зміг довести «Ірако» на буксирі на Трук (можливо відзначити, що це судно встигне покинути цю базу до її розгрому в середині лютого та загине лише у вересні 1944-го на Філіппінах).
24 січня «Судзукадзе» вирушив з Труку в супроводі конвою до атола Еніветок (крайній північний захід Маршаллових островів). 26 січня за шість сотень кілометрів на північний схід від Труку (та приблизно на такій же відстані від цілі походу) «Судзукадзе» був торпедований американським підводним човном «Скіпджек». Есмінець вибухнув та затонув, при цьому мисливець за підводними човнами CH-33 зміг врятувати лише 22 члени екіпажу.